# Auguste Godard d'Aucour de Plancy
Pour les articles homonymes, voir Aucour et Plancy.
Auguste Charles Godard d'Aucour de Plancy est un homme politique français né le 13 juillet 1815 à Paris et mort le 25 juillet 1904 à Genève (Suisse).

## Biographie
Frère de Charles Godard d'Aucour de Plancy, député de l'Oise, il est propriétaire dans l'Aube. Il est député de l'Aube de 1849 à 1851, siégeant à droite. Rallié au Second Empire, il est de nouveau député de l'Aube de 1861 à 1870, siégeant dans la majorité dynastique. Il est conseiller général du canton d'Arcis-sur-Aube de 1860 à 1864 puis du canton de Méry-sur-Seine de 1864 à 1870.

## Sources
- « Auguste Godard d'Aucour de Plancy », dans Adolphe Robert et Gaston Cougny, Dictionnaire des parlementaires français, Edgar Bourloton, 1889-1891 [détail de l’édition]